# Herbeys
Herbeys este o comună în departamentul Isère din sud-estul Franței. În 2009 avea o populație de 1.342 de locuitori.

## Evoluția populației
| An        | 1975 | 1982 | 1990  | 1999  | 2006  | 2009  |
| --------- | ---- | ---- | ----- | ----- | ----- | ----- |
| Populație | 765  | 945  | 1.086 | 1.167 | 1.260 | 1.342 |